# Foramen mentonnier
Les foramen mentonniers ou trous mentonniers sont les deux orifices situés sur la face antérieure du corps de la mandibule (situés le plus souvent sous les racines des dents prémolaires). Ils correspondent aux orifices antérieurs des canaux mandibulaires.
Ils sont situés à égale distance des deux bords de la mandibule sur une ligne verticale passant entre les deux prémolaires.
Ils transmettent le nerf alvéolaire inférieur et l'artère alvéolaire inférieure.

## Variations
La position la plus fréquente du foramen mentonnier (63 %) est en ligne avec l'axe longitudinal de la 2e dent prémolaire et se situe généralement au niveau du sillon vestibulaire et à environ une largeur de doigt au-dessus du bord inférieur de la mandibule. De multiples foramens mentonniers sont observées pour 17 % des côtés. Seulement 4 % des mandibules présentent des foramens mentonniers multiples bilatéraux. La majorité des foramens multiples sont de taille inégale : un seul grand foramen tandis que les autres sont des foramens de petite taille (satellites). Un foramen mentonnier dans l'incisive est observé sur 1% des côtés.

## Galerie

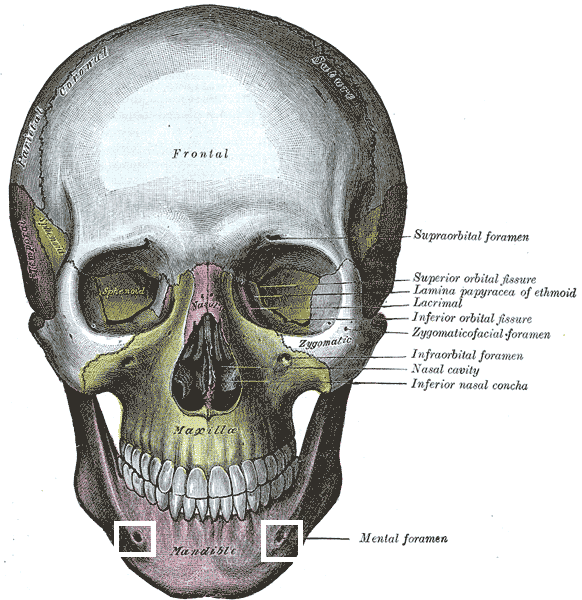
Le crâne par devant.
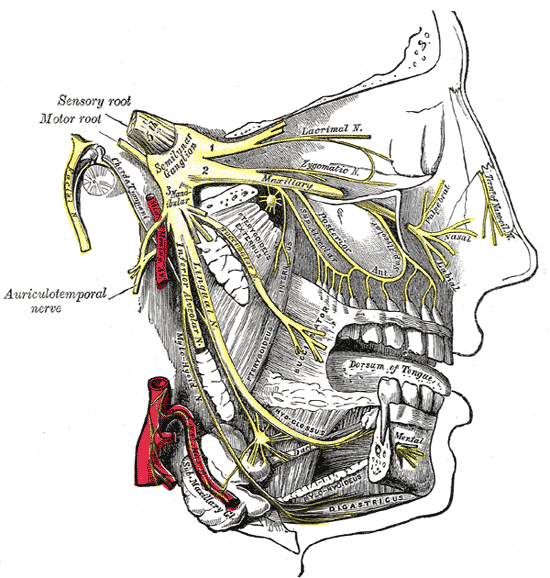
Distribution des nerfs maxillaires et mandibulaires, ainsi que du ganglion sous-maxillaire.
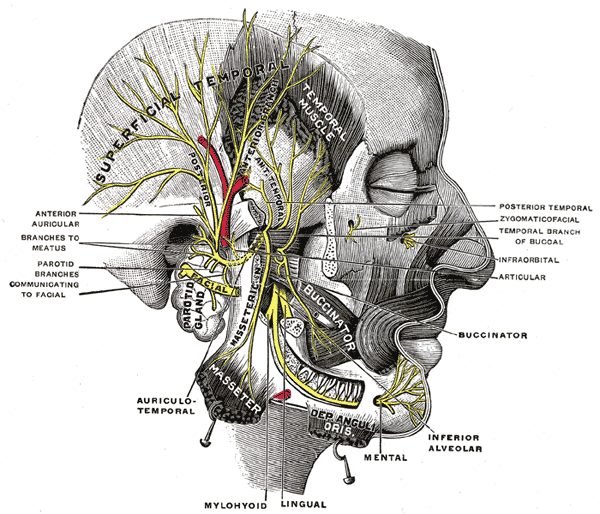
Division mandibulaire du nerf trifacial.
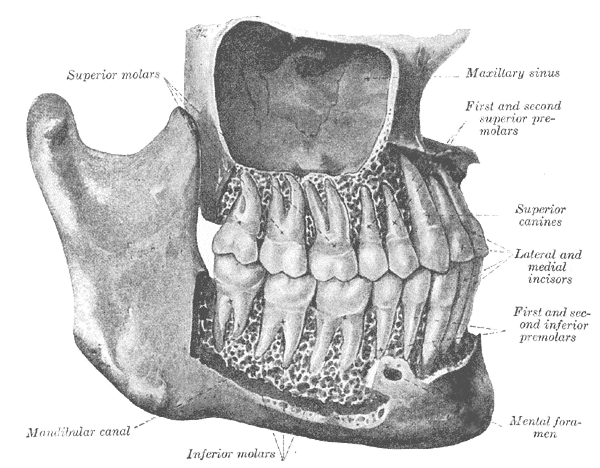
Les dents permanentes, vues de la droite.